# مسجد الداعوق
مسجد رأس بيروت - الداعوق هو أحد مساجد مدينة بيروت. يقع في محلَّة رأس بيروت بشارع بلس الشهير، جوار الجامعة الأميركيَّة. يشتهرُ في المدينة بـ«مسجد الداعوق» اختصارًا، نسبةً إلى مُؤسسه أبي عُمر مُحمَّد الداعوق، كما عُرف قديمًا بِـ«مسجد المنارة»، واسمه الرسمي بحسب المُديريَّة العامَّة للأوقاف الإسلاميَّة هو «مسجد رأس بيروت».
أوَّل من بدأ بإنشاء هذا المسجد كان أبو عُمر مُحمَّد الداعوق سالف الذِكر، والد السياسي وفاعل الخير البيروتي عُمر بك الداعوق، ويُقال أنَّ الغاية من بناءه كانت توفير مكانٍ لِلصلاة لِعُمَّال مصنع «عرداتي وداعوق» المُجاور. أُنشأ المسجد على العقار رقم 258 رأس بيروت بِمساحة 250 متر مُربَّع بدايةً، وأداره آل الداعوق خلال حياة مُؤسسه ثُمَّ ابنه عُمر بك (تُوفي سنة 1368هـ المُوافقة لِسنة 1949م)، وظلَّ في عهدتهم حتَّى مُنتصف سنة 1410هـ المُوافقة لِسنة 1990م، حينما تولَّتهُ المُديريَّة العامَّة لِلأوقاف الإسلاميَّة، كما أوقف آل الصيداني بعض الأوقاف بِقُرب المسجد لِلصرف عليه، وقيل أنَّ الأرض التي أُقيم عليها المسجد كانت تقدمةً من آل الصيداني. وُسِّع المسجد لأوَّل مرَّة خلال تسعينيَّات القرن العشرين، ورُمِّم خلال شهر نيسان (أبريل) 2002م.
أَشار عبد الباسط الأنسي في كتابه «دليل بيروت» إلى المسجد، حيث ذكر «جامع المنارة: واقع في رأس بيروت بمحلة المنارة. وهو واقع في الجهة الغربية لبيروت وهو صغير الحجم وبانيه المرحوم السيد محمد أبي عمر الداعوق سنة 1318».
يتوسَّط الواجهة الشماليَّة لِلمسجد المدخل الرئيسي، وعلى جانبيه نافذتين مُستطيلتين تعلوهما قنطرة، كما توجد خمسُ قناطر إضافيَّة عند المدخل. أمَّا داخل المسجد فمكسُوّ بالطرش الأبيض، ويقع مُصلَّى النساء في الجهة الشرقيَّة، ولهُ مدخل خاص به. تكمن أهميَّة المسجد في قُربه من الجامعة الأميركيَّة، ممَّا يجعله المقصد الرئيسي لِلطُلَّاب والمُوظفين والأساتذة لِأداء الصلوات.